# Lykeion

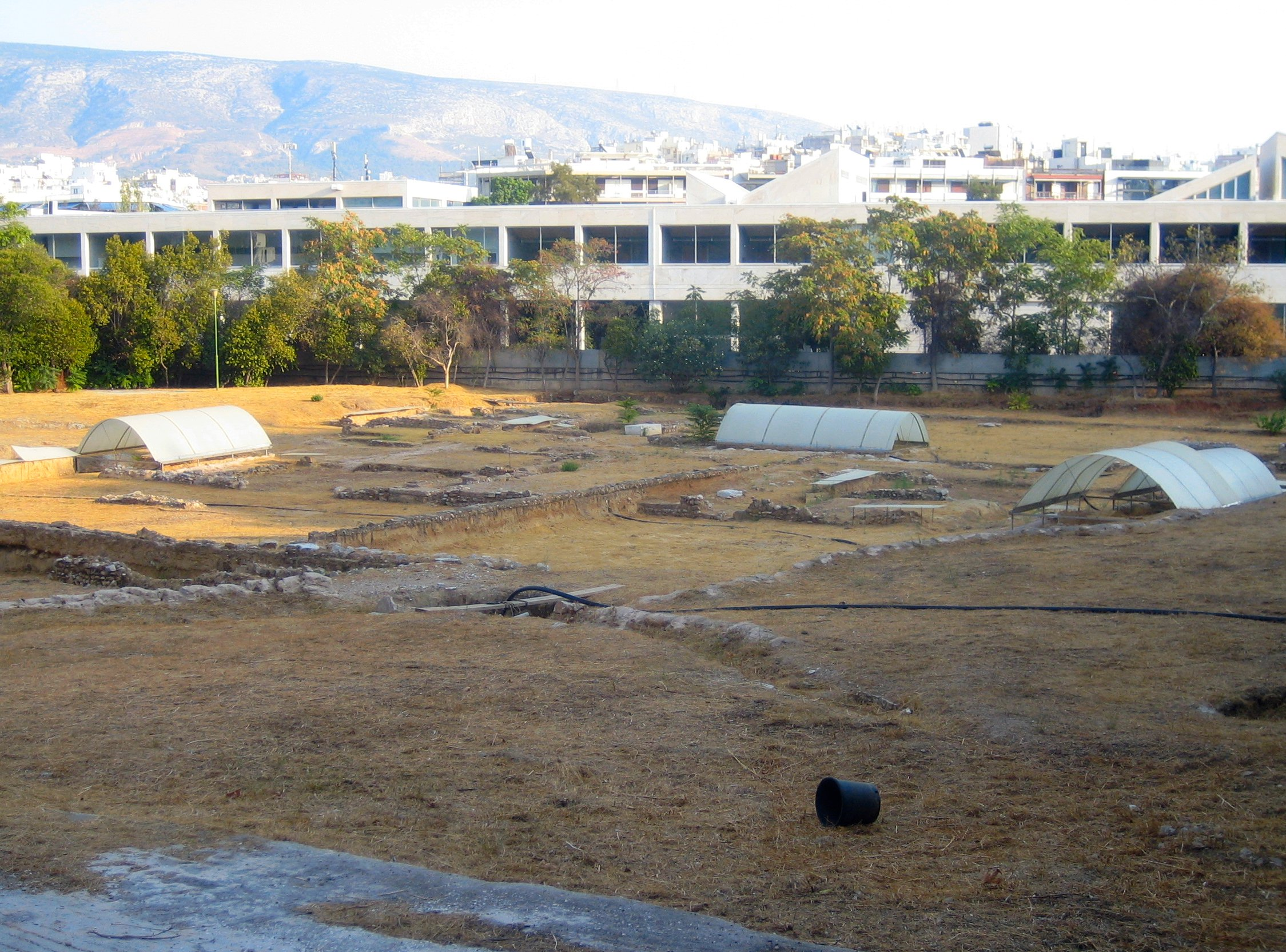
Archeologiczne pozostałości po zabudowaniach Lykejonu (Liceum) – szkoły prowadzonej przez Arystotelesa, obecnie przy ul. Rigillis w Atenach

Lykeion, lykejon, likejon (gr. Λύκειον, Lýkeion) – szkoła filozoficzna (przy czym przez filozofię rozumiano wtedy ogół racjonalnej wiedzy) założona przez ucznia Platona – Arystotelesa w IV wieku p.n.e.
Od V w. p.n.e. nad Ilissosem przy świątyni Apollina Likejosa na wschodnich obrzeżach Aten istniał gimnazjon (gymnásion) – w ogrodach zwanych Lykejonem od imienia patronującego świątyni boga. Przy gimnazjonie tym Arystoteles założył własną szkołę. Powstała ona prawdopodobnie na skutek konfliktów o objęcie kierownictwa Akademii (zob. Speuzyp) w 335 p.n.e., gdy Arystoteles powrócił do Aten. Szkołę nazywano też perypatetycką, od mającego tam panować zwyczaju przechadzania się w czasie wykładów.
Arystoteles uczynił ją instytutem zespołowych i planowych badań naukowych w dziedzinie humanistyki i przyrodoznawstwa. Do przedstawicieli szkoły należą m.in. Teofrast z Eresos (jej drugi kierownik), Eudemos, Arystoksenos i Dikajarch. Liceum zawsze miało inny profil niż Akademia – koncentrowano się w niej na naukach szczegółowych, nie na dedukcyjnych. Od łacińskiej formy słowa (licaeum) pochodzi współczesne słowo „liceum” (zob. liceum ogólnokształcące).

## Lista scholarchów Lykejonu
Od powstania szkoły do 86 p.n.e.
- Arystoteles – 335/334-322/321 p.n.e.
- Teofrast z Eresos – 322/321-288/286
- Straton z Lampsaku – 288/286-272/268
- Likon z Troady – 272/268-228/225
- Ariston z Keos – od 228/225
- Kritolaos z Faselis – II wiek p.n.e.[a][1]
- Diodor z Tyru – do 110[2]
- Erymneus (?) – ok. 110[3]

Po 86 p.n.e.
W 86 p.n.e. Ateny zostały zdobyte i splądrowane przez Sullę. Lykeion poważnie ucierpiał, rękopisy Arystotelesa zostały wywiezione do Rzymu. Według części badaczy był to koniec szkoły perypatetyckiej w Atenach. Zdaniem innych, m.in. Giovanniego Realego, działalność Perypatu została wznowiona, wprawdzie po dłuższej przerwie, jednak można w tym przypadku mówić o ciągłości instytucjonalnej. Ze względu na powyższe wątpliwości zarówno wykaz scholarchów, jak i okresy sprawowania scholarchatu przedstawione poniżej mają charakter przybliżony lub są przypuszczeniami.
- Andronikos z Rodos – 70[c]
- Kratippos z Pergamonu – 45 n.e.[d]
- Ksenarchos z Seleucji
- Menefylos (?) – pod koniec I wieku n.e.
- Aspasios z Afrodyzji (?)
- Herminos (?) – ok. 160
- Aleksander z Damaszku – 170
- Arystokles z Messany (?)
- Sosygenes (?)
- Aleksander z Afrodyzji – przełom II i III wieku n.e. 198-211
- Ammoniusz – 230
- Prosenes